# Golmajería
Golmajería ou golmajía est le nom donné aux confiseries de La Rioja, en Espagne. L'origine de ce mot est incertaine, bien que beaucoup le rattachent à des réminiscences musulmanes.
Les friandises ayant la plus longue tradition dans La Rioja sont les fardelejos d'Arnedo, le massepain de Soto de Soto en Cameros, les rouleaux et les manguitos de Cervera de Río Alhama, la camuesada ou sosiega du district de Cervera, les ahorcaditos et molletes de Santo Domingo de la Calzada, le bodigo ou harinosa d'Aguilar del Río Alhama et la barrilla de Calahorra.